# Brittonius castanea
Brittonius castanea är en skalbaggsart som beskrevs av Britton 1957. Brittonius castanea ingår i släktet Brittonius och familjen Melolonthidae. Inga underarter finns listade.